# Курська Васильєвка
Ку́рська Васи́льєвка (рос. Курская Васильевка) — село у складі Сєверного району Оренбурзької області, Росія.

## Населення
Населення — 497 осіб (2010; 532 у 2002).
Національний склад (станом на 2002 рік):
- росіяни — 76 %